# Giải vô địch bóng đá thế giới 1970
Giải vô địch bóng đá thế giới 1970 là lần tổ chức thứ 9 của Giải vô địch bóng đá thế giới, diễn ra tại México từ ngày 31 tháng 5 đến ngày 21 tháng 6 năm 1970. Đây là lần đầu tiên giải đấu được tổ chức tại Bắc Mỹ. 
Linh vật chính thức của giải đấu là Juanito, một cậu bé mặc đồng phục thi đấu của Đội tuyển bóng đá quốc gia Mexico và đội nón rộng vành (sombrero) với dòng chữ "MEXICO 70". Tên thân mật của cậu bé là "Juan", một cái tên phổ biến trong tiếng Tây Ban Nha.
Brasil đã vô địch giải đấu lần thứ ba sau khi đánh bại Ý 4–1 trong chung kết, và do đó họ được quyền giữ cúp vĩnh viễn.

## Vòng loại
71 đội bóng tham dự vòng loại được chia theo các châu lục để chọn ra 14 đội vào vòng chung kết cùng với chủ nhà Mexico và đội đương kim vô địch thế giới Anh. 

## Các sân vận động
| Thành phố México                            | Guadalajara          | Puebla                  | Toluca                  | León                  |
| ------------------------------------------- | -------------------- | ----------------------- | ----------------------- | --------------------- |
| Sân vận động Azteca                         | Sân vận động Jalisco | Sân vận động Cuauhtémoc | Sân vận động Luis Dosal | Sân vận động Nou Camp |
| Sức chứa: 107.247                           | Sức chứa: 71.100     | Sức chứa: 35.563        | Sức chứa: 26.900        | Sức chứa: 23.609      |
|                                             |                      |                         |                         |                       |
| GuadalajaraLeónThành phố MéxicoPueblaToluca |                      |                         |                         |                       |

## Phân nhóm
| Nhóm 1: châu Âu I                                 | Nhóm 2: châu Mỹ                              | Nhóm 3: châu Âu II                      | Nhóm 4: Các đội còn lại                  |
| ------------------------------------------------- | -------------------------------------------- | --------------------------------------- | ---------------------------------------- |
| - Anh (đương kim vô địch) - Ý - Liên Xô - Tây Đức | - Brasil - México (chủ nhà) - Perú - Uruguay | - Bỉ - Bulgaria - Tiệp Khắc - Thụy Điển | - El Salvador - Israel - Maroc - România |

## Trọng tài
| AFC - Abraham Klein CAF - Seyoum Tarekegn - Ali Kandil CONCACAF - Abel Aguilar Elizalde - Diego De Leo - Henry Landauer | CONMEBOL - Ángel Norberto Coerezza - Antônio de Moraês - Rafael Hormázabal - Arturo Yamasaki - Ramón Barreto UEFA - Ferdinand Marschall - Vital Loraux - Rudi Glöckner - Jack Taylor | - Roger Machin - Antonio Sbardella - Laurens van Ravens - Antonio Ribeiro Saldanha - Andrei Rǎdulescu - Bob Davidson - Ortíz de Mendibil - Tofiq Bakhramov - Rudolf Scheurer - Kurt Tschenscher |

## Vòng bảng

### Bảng 1
| Đội         | Số trận | Thắng | Hoà | Thua | Bàn thắng | Bàn thua | Hiệu số | Điểm |
| ----------- | ------- | ----- | --- | ---- | --------- | -------- | ------- | ---- |
| Liên Xô     | 3       | 2     | 1   | 0    | 6         | 1        | +5      | 5    |
| México      | 3       | 2     | 1   | 0    | 5         | 0        | +5      | 5    |
| Bỉ          | 3       | 1     | 0   | 2    | 4         | 5        | −1      | 2    |
| El Salvador | 3       | 0     | 0   | 3    | 0         | 9        | −9      | 0    |

- Chú thích: Liên Xô xếp trên Mexico nhờ hơn về hiệu số bất phân thắng bại.

| 31 tháng 5 năm 1970 |     |             |
| México              | 0–0 | Liên Xô     |
| 3 tháng 6 năm 1970  |     |             |
| Bỉ                  | 3–0 | El Salvador |
| 6 tháng 6 năm 1970  |     |             |
| Liên Xô             | 4–1 | Bỉ          |
| 7 tháng 6 năm 1970  |     |             |
| México              | 4–0 | El Salvador |
| 10 tháng 6 năm 1970 |     |             |
| Liên Xô             | 2–0 | El Salvador |
| 11 tháng 6 năm 1970 |     |             |
| México              | 1–0 | Bỉ          |

### Bảng 2
| Đội       | Tr | T | H | B | BT | BB | HS | Đ |
| --------- | -- | - | - | - | -- | -- | -- | - |
| Ý         | 3  | 1 | 2 | 0 | 1  | 0  | +1 | 4 |
| Uruguay   | 3  | 1 | 1 | 1 | 2  | 1  | +1 | 3 |
| Thụy Điển | 3  | 1 | 1 | 1 | 2  | 2  | 0  | 3 |
| Israel    | 3  | 0 | 2 | 1 | 1  | 3  | −2 | 2 |

| 2 tháng 6 năm 1970  |     |           |
| Uruguay             | 2–0 | Israel    |
| 3 tháng 6 năm 1970  |     |           |
| Ý                   | 1–0 | Thụy Điển |
| 6 tháng 6 năm 1970  |     |           |
| Uruguay             | 0–0 | Ý         |
| 7 tháng 6 năm 1970  |     |           |
| Thụy Điển           | 1–1 | Israel    |
| 10 tháng 6 năm 1970 |     |           |
| Uruguay             | 0–1 | Thụy Điển |
| 11 tháng 6 năm 1970 |     |           |
| Israel              | 0–0 | Ý         |

### Bảng 3
| Đội       | Tr | T | H | B | BT | BB | HS | Đ |
| --------- | -- | - | - | - | -- | -- | -- | - |
| Brasil    | 3  | 3 | 0 | 0 | 8  | 3  | +5 | 6 |
| Anh       | 3  | 2 | 0 | 1 | 2  | 1  | +1 | 4 |
| România   | 3  | 1 | 0 | 2 | 4  | 5  | −1 | 2 |
| Tiệp Khắc | 3  | 0 | 0 | 3 | 2  | 7  | −5 | 0 |

| 2 tháng 6 năm 1970  |     |           |
| România             | 0–1 | Anh       |
| 3 tháng 6 năm 1970  |     |           |
| Tiệp Khắc           | 1–4 | Brasil    |
| 6 tháng 6 năm 1970  |     |           |
| România             | 2–1 | Tiệp Khắc |
| 7 tháng 6 năm 1970  |     |           |
| Anh                 | 0–1 | Brasil    |
| 10 tháng 6 năm 1970 |     |           |
| România             | 2–3 | Brasil    |
| 11 tháng 6 năm 1970 |     |           |
| Anh                 | 1–0 | Tiệp Khắc |

### Bảng 4
| Đội      | Tr | T | H | B | BT | BB | HS | Đ |
| -------- | -- | - | - | - | -- | -- | -- | - |
| Tây Đức  | 3  | 3 | 0 | 0 | 10 | 4  | +6 | 6 |
| Perú     | 3  | 2 | 0 | 1 | 7  | 5  | +2 | 4 |
| Maroc    | 3  | 1 | 0 | 2 | 6  | 10 | −4 | 2 |
| Bulgaria | 3  | 0 | 0 | 3 | 2  | 6  | −4 | 1 |

| 2 tháng 6 năm 1970  |     |          |
| Perú                | 3–2 | Maroc    |
| 3 tháng 6 năm 1970  |     |          |
| Bulgaria            | 1–2 | Tây Đức  |
| 6 tháng 6 năm 1970  |     |          |
| Perú                | 3–0 | Bulgaria |
| 7 tháng 6 năm 1970  |     |          |
| Maroc               | 2–5 | Tây Đức  |
| 10 tháng 6 năm 1970 |     |          |
| Perú                | 1–3 | Tây Đức  |
| 11 tháng 6 năm 1970 |     |          |
| Maroc               | 2–1 | Bulgaria |

## Vòng đấu loại trực tiếp
|  | Tứ kết                   | Tứ kết                 |                          |   | Bán kết       | Bán kết                |                        |  | Chung kết | Chung kết |
|  |                          |                        |                          |   |               |                        |                        |  |           |           |
|  | 14 tháng 6 – TP México   |                        |                          |   |               |                        |                        |  |           |           |
|  |                          |                        |                          |   |               |                        |                        |  |           |           |
|  | Liên Xô                  | 0                      |                          |   |               |                        |                        |  |           |           |
|  | Liên Xô                  | 0                      | 17 tháng 6 – Guadalajara |   |               |                        |                        |  |           |           |
|  | Uruguay (h.p.)           | 1                      |                          |   |               |                        |                        |  |           |           |
|  | Uruguay (h.p.)           | 1                      | Uruguay                  | 1 |               |                        |                        |  |           |           |
|  | 14 tháng 6 – Guadalajara |                        | Uruguay                  | 1 |               |                        |                        |  |           |           |
|  |                          |                        | Brasil                   | 3 |               |                        |                        |  |           |           |
|  | Brasil                   | 4                      | Brasil                   | 3 |               |                        |                        |  |           |           |
|  | Brasil                   | 4                      | 21 tháng 6 – TP México   |   |               |                        |                        |  |           |           |
|  | Perú                     | 2                      |                          |   |               |                        |                        |  |           |           |
|  | Perú                     | 2                      | Brasil                   | 4 |               |                        |                        |  |           |           |
|  | 14 tháng 6 – Toluca      |                        | Brasil                   | 4 |               |                        |                        |  |           |           |
|  |                          | Ý                      | 1                        |   |               |                        |                        |  |           |           |
|  | Ý                        | Ý                      | 1                        | 3 |               |                        |                        |  |           |           |
|  | Ý                        | 17 tháng 6 – TP México |                          | 3 |               |                        |                        |  |           |           |
|  | México                   | 2                      |                          |   |               |                        |                        |  |           |           |
|  | México                   | 2                      | Ý (h.p.)                 | 4 | Tranh hạng ba | Tranh hạng ba          |                        |  |           |           |
|  | 14 tháng 6 – León        |                        | Ý (h.p.)                 | 4 | Tranh hạng ba | Tranh hạng ba          |                        |  |           |           |
|  |                          |                        | Tây Đức                  | 3 |               | 20 tháng 6 – TP México | 20 tháng 6 – TP México |  |           |           |
|  | Tây Đức (h.p.)           | 3                      | Tây Đức                  | 3 |               | 20 tháng 6 – TP México | 20 tháng 6 – TP México |  |           |           |
|  | Tây Đức (h.p.)           | 3                      |                          |   | Uruguay       | 0                      |                        |  |           |           |
|  | Anh                      | 2                      |                          |   | Uruguay       | 0                      |                        |  |           |           |
|  | Anh                      | 2                      | Tây Đức                  | 1 |               |                        |                        |  |           |           |
|  |                          |                        |                          | 1 |               |                        |                        |  |           |           |

### Tứ kết
| Liên Xô | 0–1 (s.h.p.) | Uruguay        |
| ------- | ------------ | -------------- |
|         | Chi tiết     | Espárrago 117' |

| Ý                           | 3–2      | México                           |
| --------------------------- | -------- | -------------------------------- |
| Riva 63 ', 76' · Rivera 70' | Chi tiết | González 13' · Guzmán 25' (l.n.) |

| Brasil                                          | 4–2      | Perú                        |
| ----------------------------------------------- | -------- | --------------------------- |
| Rivellino 11' · Tostão 15', 52' · Jairzinho 75' | Chi tiết | Gallardo 28' · Cubillas 70' |

| Tây Đức                                    | 3–2 (s.h.p.) | Anh                      |
| ------------------------------------------ | ------------ | ------------------------ |
| Beckenbauer 68' · Seeler 82' · Müller 108' | Chi tiết     | Mullery 31' · Peters 49' |

### Bán kết
| Uruguay     | 1–3      | Brasil                                        |
| ----------- | -------- | --------------------------------------------- |
| Cubilla 19' | Chi tiết | Clodoaldo 44' · Jairzinho 76' · Rivellino 89' |

| Ý                                                      | 4–3 (s.h.p.) | Tây Đức                              |
| ------------------------------------------------------ | ------------ | ------------------------------------ |
| Boninsegna 8' · Burgnich 98' · Riva 104' · Rivera 111' | Chi tiết     | Schnellinger 90' · Müller 94 ', 110' |

### Tranh hạng ba
| Uruguay | 0–1      | Tây Đức     |
| ------- | -------- | ----------- |
|         | Chi tiết | Overath 26' |

### Chung kết
| Brasil                                                     | 4–1      | Ý              |
| ---------------------------------------------------------- | -------- | -------------- |
| Pelé 18' · Gérson 66' · Jairzinho 71' · Carlos Alberto 86' | Chi tiết | Boninsegna 37' |

## Vô địch
| Vô địch World Cup 1970 Brasil Lần thứ ba |

## Danh sách cầu thủ ghi bàn
10 bàn
- Gerd Müller

7 bàn
- Jairzinho

| 5 bàn - Teófilo Cubillas | 4 bàn - Pelé - Anatoliy Byshovets | 3 bàn - Rivellino - Luigi Riva - Uwe Seeler |

2 bàn
| - Raoul Lambert - Wilfried Van Moer - Tostão | - Ladislav Petráš - Roberto Boninsegna - Gianni Rivera | - Javier Valdivia - Alberto Gallardo - Florea Dumitrache |

1 bàn
| - Carlos Alberto - Clodoaldo - Gérson - Hristo Bonev - Dinko Dermendzhiev - Todor Kolev - Asparuh Nikodimov - Dobromir Zhechev - Allan Clarke - Geoff Hurst - Alan Mullery - Martin Peters - Mordechai Spiegler | - Tarcisio Burgnich - Angelo Domenghini - Maouhoub Ghazouani - Houmane Jarir - Juan Ignacio Basaguren - Javier Fragoso - José Luis González - Gustavo Peña - Roberto Challe - Héctor Chumpitaz - Emerich Dembrovschi - Alexandru Neagu - Kakhi Asatiani | - Vitaliy Khmelnytskyi - Ove Grahn - Tom Turesson - Luis Cubilla - Víctor Espárrago - Ildo Maneiro - Juan Mujica - Franz Beckenbauer - Reinhard Libuda - Wolfgang Overath - Karl-Heinz Schnellinger |

phản lưới nhà
- Javier Guzmán (trận gặp Ý)

## Giải thưởng
- Quả bóng vàng:  Pelé (Brasil)[1]
- Chiếc giày vàng:  Gerd Müller (Tây Đức)[2]
- Cầu thủ trẻ xuất sắc (Awarded retrospectively):  Teófilo Cubillas (Peru)[3]
- Đội tuyển chơi đẹp:  Perú[2]

## Bảng xếp hạng giải đấu
| XH                  | Đội         | Bg | Tr | T | H | B | BT | BB | HS  | Đ. |
| ------------------- | ----------- | -- | -- | - | - | - | -- | -- | --- | -- |
| 1                   | Brasil      | 3  | 6  | 6 | 0 | 0 | 19 | 7  | +12 | 12 |
| 2                   | Ý           | 2  | 6  | 3 | 2 | 1 | 10 | 8  | +2  | 8  |
| 3                   | Tây Đức     | 4  | 6  | 5 | 0 | 1 | 17 | 10 | +7  | 10 |
| 4                   | Uruguay     | 2  | 6  | 2 | 1 | 3 | 4  | 5  | −1  | 5  |
| Bị loại ở tứ kết    |             |    |    |   |   |   |    |    |     |    |
| 5                   | Liên Xô     | 1  | 4  | 2 | 1 | 1 | 6  | 2  | +4  | 5  |
| 6                   | México      | 1  | 4  | 2 | 1 | 1 | 6  | 4  | +2  | 5  |
| 7                   | Perú        | 4  | 4  | 2 | 0 | 2 | 9  | 9  | 0   | 4  |
| 8                   | Anh         | 3  | 4  | 2 | 0 | 2 | 4  | 4  | 0   | 4  |
| Bị loại ở vòng bảng |             |    |    |   |   |   |    |    |     |    |
| 9                   | Thụy Điển   | 2  | 3  | 1 | 1 | 1 | 2  | 2  | 0   | 3  |
| 10                  | Bỉ          | 1  | 3  | 1 | 0 | 2 | 4  | 5  | −1  | 2  |
| 10                  | România     | 3  | 3  | 1 | 0 | 2 | 4  | 5  | −1  | 2  |
| 12*                 | Israel      | 2  | 3  | 0 | 2 | 1 | 1  | 3  | −2  | 2  |
| 13**                | Bulgaria    | 4  | 3  | 0 | 1 | 2 | 5  | 9  | −4  | 1  |
| 14                  | Maroc       | 4  | 3  | 0 | 1 | 2 | 2  | 6  | −4  | 1  |
| 15                  | Tiệp Khắc   | 3  | 3  | 0 | 0 | 3 | 2  | 7  | −5  | 0  |
| 16                  | El Salvador | 1  | 3  | 0 | 0 | 3 | 0  | 9  | −9  | 0  |